# Merulaxis
Merulaxis é um gênero de ave da família Rhinocryptidae.

## Espécies
Suas duas espécies ocorrem apenas no Brasil, ambas ameaçadas de extinção:
- Merulaxis ater Lesson, 1831 (entufado, bigodudo) - ocorre da Bahia até o Paraná.[4][5]
- Merulaxis stresemanni Sick, 1960 (entufado-baiano, bigodudo-baiano) - conhecido apenas de uma população com menos de 50 indivíduos adultos, na Mata Atlântica dos municípios de Jordânia, Bandeira e Macarani, na divisa entre os estados de Minas Gerais e Bahia.[6][7]

## Bibliografia

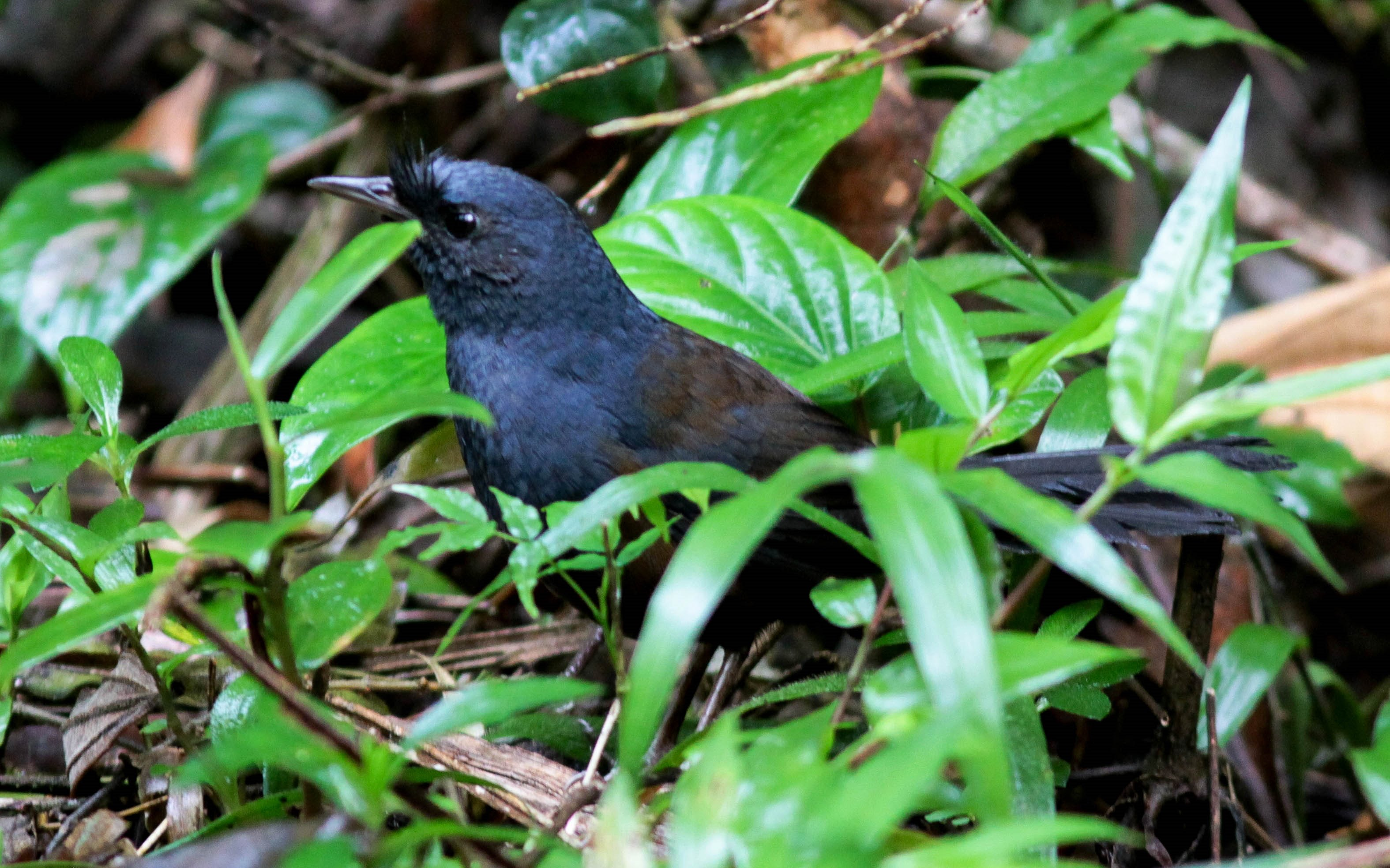
Macho de M. ater na natureza